# Teatro de la Maestranza
El Teatro de la Maestranza es el teatro de la ópera de Sevilla y sirve como sede permanente de la Real Orquesta Sinfónica de Sevilla.  Fue inaugurado en 1991. El edificio constituye uno de los más singulares de la ciudad, ubicado junto a la Torre del Oro y a la Plaza de toros de la Real Maestranza, cerca del río Guadalquivir. Es obra de los arquitectos Aurelio del Pozo y Luis Marín. El aparejador, responsable de la ejecución de las obras, fue Manuel Saavedra López, de la empresa Cubiertas y MZOV.

## Historia
A pesar de las 153 óperas con argumentos ambientados en la ciudad de Sevilla, esta no contaba con instalaciones adecuadas para acoger este tipo de eventos. Lo más parecido que había tenido Sevilla a un teatro de la ópera fue el Teatro de San Fernando, que abrió en 1847 y fue derribado en 1973. En el Teatro de San Fernando se representaron centenares de óperas y logró fama internacional en la década de 1860.
En 1985 la Diputación Provincial de Sevilla, presidida por Miguel Ángel Pino, compró el solar público donde había estado un cuartel de la Maestranza de Artillería. Tras él aún se conserva la antigua Maestranza de Artillería, que fueron las atarazanas medievales. Posteriormente, Diputación sacó un concurso para la realización de un auditorio cubierto polivalente. Los escogidos para realizarlo en 1987 fueron los arquitectos Aurelio del Pozo y Luis Marín. El coste de la infraestructura fue de 1600 millones de pesetas (9.616.194 €). Las obras comenzaron el 10 de febrero de 1987 y contribuyeron económicamente la Diputación, el Ayuntamiento y la Junta de Andalucía.
Fue inaugurado con la presencia de la reina Sofía el 2 de mayo de 1991. A partir de entonces han pasado por él grandes figuras de la música internacional como Montserrat Caballé, Plácido Domingo, Alfredo Kraus o Luciano Pavarotti entre otros. A pesar de tener capacidad para acoger todo tipo de eventos musicales, se ha convertido en el teatro de la ópera de la ciudad por ser el sitio escogido para ese tipo de eventos tras su inauguración.
El 5 de diciembre de 1991 se inauguró junto a la fachada principal, una estatua de bronce del compositor austríaco Mozart, obra del pintor y escultor Ronaldo Campos.
Desde 1993, constituye anualmente la sede del pregón de Semana Santa y desde 2003 las Medallas de Andalucía y los títulos de Hijo Predilecto de Andalucía se entregan el 28 de febrero en el teatro.
En 2018 se entregaron en este teatro los premios de la Academia de Cine Europeo.

## El edificio

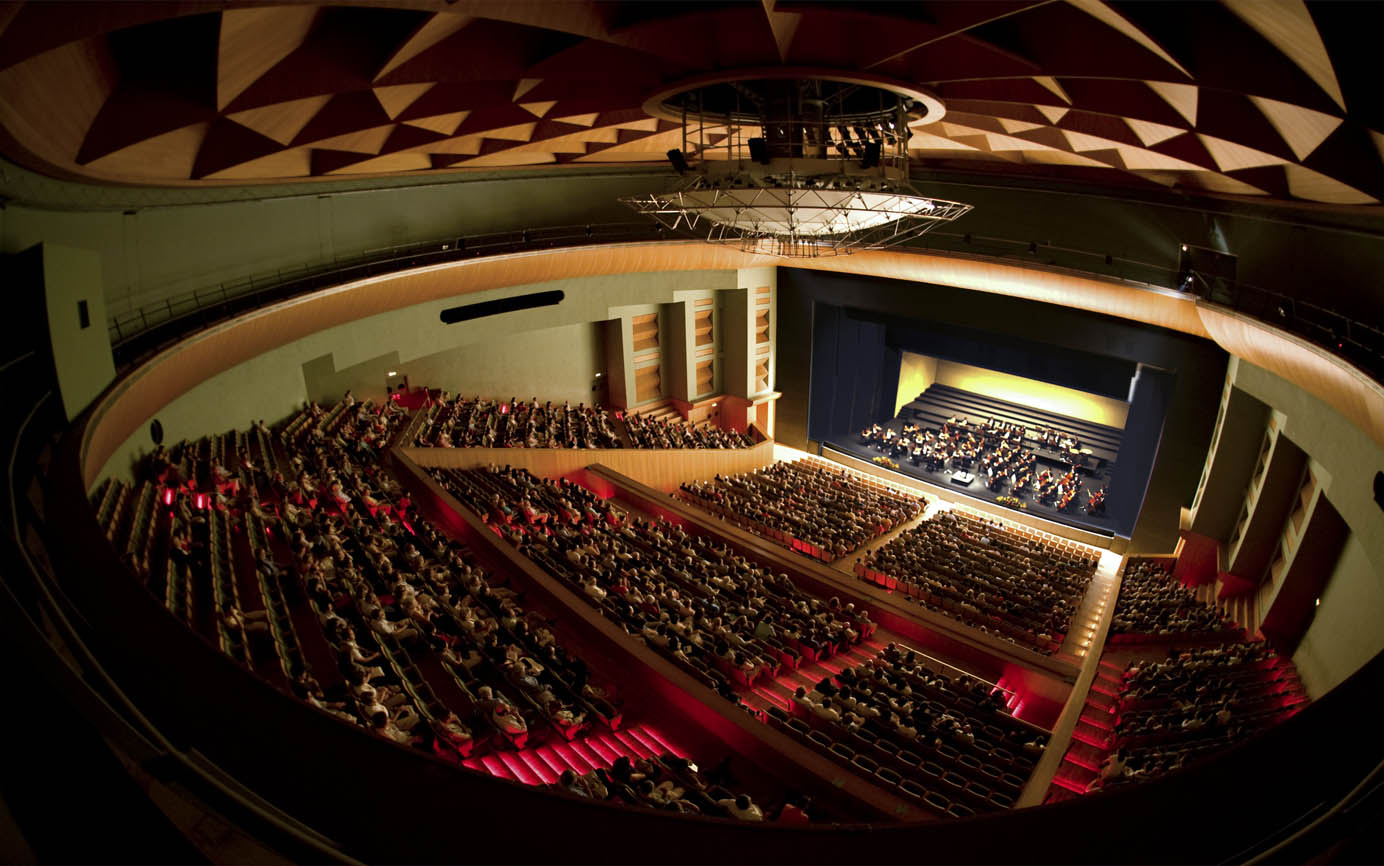
Vista del interior del teatro durante un concierto.

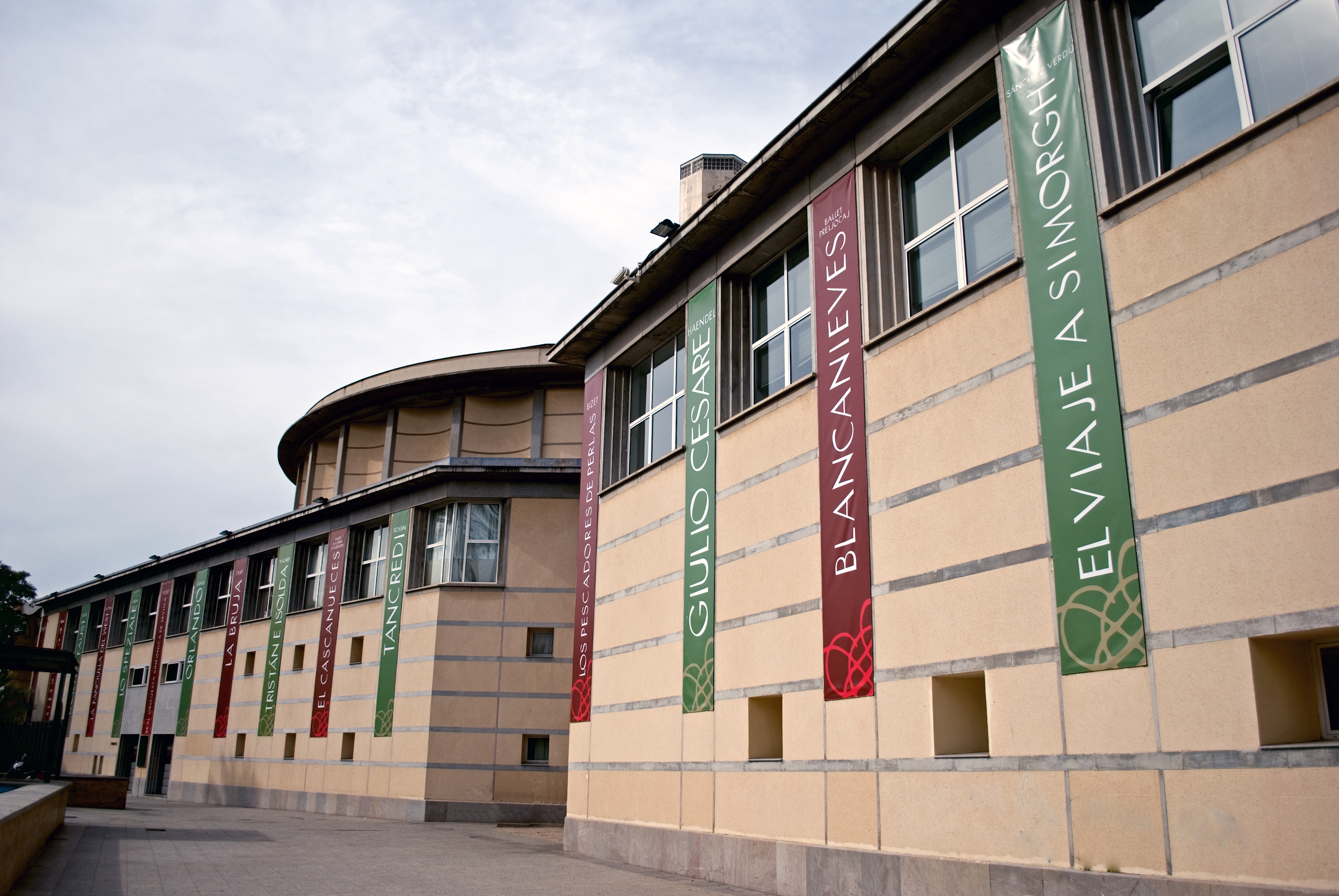
Vista lateral del teatro.

La sala principal tiene forma cilíndrica con una capacidad para 1800 espectadores, poseyendo una cúpula de 47,20 metros y una boca de escena de 18,9 por 9,5 metros. Se distribuye en platea, dos terrazas, un balcón y paraíso. En el año 2007 se hizo una reforma que duplicó el tamaño del escenario, que pasó de 800 metros cuadrados a 1600. Esta obra costó 10.300.000 € que corrieron a cargo del Ayuntamiento, la Diputación, la Junta y el Ministerio de Cultura. En la reforma se añadió espacio a base de añadir un cuerpo arquitectónico en un patio trasero del edificio.
Gracias a su acústica variable, se pueden representar distintos espectáculos, desde óperas hasta conciertos de música clásica y recitales, pasando por flamenco, ballet y zarzuelas.
Además de la sala principal, el complejo contiene salas de teatro experimental, exposiciones, conferencias y un centro de investigaciones culturales. Es de destacar la sala Manuel García, en la que se representan óperas de cámara y pequeño formato.
Asimismo, el Teatro de la Maestranza es sede de la Real Orquesta Sinfónica de Sevilla (ROSS) que no solo participa habitualmente en las representaciones operísticas, sino que a lo largo de la temporada desarrolla aquí una intensa temporada de conciertos. En la reforma de 2007 se incorporó una sala de ensayos exclusiva para la ROSS.